# 하자마 미쓰카제

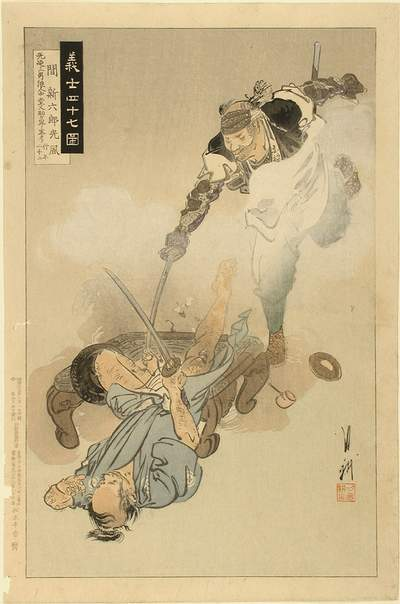
『의사 47도 하자마 신로쿠로 미쓰카제』 (오가타 겟코作)

하자마 미쓰카제(일본어: 間 光風 はざま みつかぜ[*], 엔호 8년 (1680년) - 겐로쿠 16년 2월 4일 (1703년 3월 20일))는 에도시대 전기의 무사이다. 아코 낭사 47사 중 한명이다. 통칭 신로쿠(일본어: 新六 しんろく[*]), 신로쿠로(일본어: 新六郎 しんろくろう[*])이다.

## 생애
엔호 8년 (1680년), 아코 낭사 하자마 미츠노부의 차남으로, 서출로 태어났다. 형으로는 하자마 미츠오키가 있다.
할아버지 이래, 하자마가에 전해지던 텐류검술을 아버지로부터 배웠다. 처음에 아코번 후나부교 사토무라 츠에몬의 양자로 보내지지만, 양아버지와 사이가 좋지 않아, 출분하여 낭인이 되어, 아키모토 타지마노카미의 가신 나카도 마타스케에게 시집간 누나를 의지하여 에도로 나왔다.
겐로쿠 14년 (1701년) 3월 14일, 번주 아사노 나가노리가 코가 히젠 키라 요시히사에게 전중에서 칼로 상처를 입힌 것에 대해, 나가노리는 당일 할복, 아코번은 몰수되었다. 미쓰카제는 복수 의맹에 아버지와 형이 가담했음을 알고, 오오이시 요시오에게 참가 복귀와 의맹 참여를 간청했으나 거절당하자, 호리베 타케츠네나 오쿠다 시게모리 등을 통해 거듭 청한 결과 허락 되었다. 그 후, 미쓰카제는 에도로 내려간 아버지와 형과 함께 신코지마치 4초메 오오야 시치로에몬점에 잠복해, 소마노소신로쿠로(杣荘新六郎 (そまのそう しんろくろう))라고 자칭했다.
겐로쿠 15년 (1702년) 12월 14일, 아코 사건의 토벌에서 후문대에 속해 야외에서 싸웠다. 토벌 후에는 나가토 쵸후번 모리 츠나모토의 아자부 카미야시키에 맡겨진다. 겐로쿠 16년 (1703년) 2월 3일, 에도 막부는 아코 낭사에게 할복을 명령했다. 미쓰카제는 단도를 집어들고 정말로 할복했다 (다음 항목 참조.). 유해는 매형인 나카도 마타스케에게 인계되어 츠키지혼간지에 묻혔다. 할복한 46명의 낭사 중 유일하게 센가쿠지에 무덤이 없다. 향년 24세. 계명은 귀진석종진신사(帰真釈宗貞信士) (훗날 센가쿠지에는 인모유검신사(刃模唯劔信士)의 계명이 붙여져있다.

## 할복
- 에도 시대의 할복은 실제로 배를 자르지 않고, 유명무실해져 있었다. 스스로 실제로 배를 가르지 않고, 할복 자리에 앉아 단도에 손을 대면 카이샤쿠가 목을 베었다.
- 미쓰카제는 옷 한겹도 벗지 않고 갑자기 미츠호의 와키자시를 잡아 배를 찌르고, 가로로 갈랐다. 놀란 카이샤쿠의 에라 요시키치가 급히 목을 베었다. 검시역이었던 사이토 치자에몬 등은 달려가서 훌륭하다고 칭찬했다 전해진다.

## 유품
할복에 사용한 "쿠니스케 탄자쿠(国助 短尺) 와키자시" 및 하자마가 전래 "동 2척 2촌 쇼토"는 센가쿠지 주지스님이 무단 매각하여 절 비용으로 충당하였으므로 현존하지 않는다.

## 가계
- 아버지 : 하자마 키헤에 미츠노부
- 양부 : 사토무라 츠에몬 (아버지 미츠노부의 사촌동생)
- 형 : 하자마 신로쿠 미츠오키
- 누나 : 스마 (나카도 마타스케의 아내)
- 동생 : 토모
- 양자 : 도쿠신